# 왁스 마스크
《왁스 마스크》(M.D.C. - Maschera Di Cera, The Wax Mask)는 이탈리아에서 제작된 Sergio Stivaletti 감독의 1997년 영화이다. 로미나 몬델로 등이 주연으로 출연하였고 다리오 아르젠토 등이 제작에 참여하였다.

## 출연

### 주연
- 로미나 몬델로

### 조연
- 마시모 바니
- 로베르 오셍

## 기타
- 미술: 마시모 안토넬로 겔렝